# Jouhikkasaaret
Jouhikkasaaret är en ö i Finland. Den ligger i sjön Aurejärvi och i kommunen Ylöjärvi i den ekonomiska regionen Tammerfors och landskapet Birkaland, i den sydvästra delen av landet, 220 km norr om huvudstaden Helsingfors. Öns största längd är 90 meter i nord-sydlig riktning. Notera att namnet antyder att det är fråga om flera öar.